# Christoph Wurm (Fußballtrainer)
Christoph Wurm (* 17. September 1992 in St. Pölten) ist ein ehemaliger österreichischer Fußballspieler und nunmehriger -trainer.

## Karriere

### Als Spieler
Wurm begann seine Karriere beim FC Kapelln. Im März 2009 spielte er erstmals für die Kampfmannschaft der Niederösterreicher in der siebtklassigen 1. Klasse. Insgesamt kam er zu 16 Einsätzen für Kapelln, ehe er nach der Saison 2013/14 seine Karriere als Aktiver beendete. Davor war er vorrangig für die Reservemannschaft des Vereins zum Einsatz gekommen.

### Als Trainer
Wurm fungierte zwischen 2011 und 2013 als Jugendtrainer bei seinem Heimatverein Kapelln. Ab der Saison 2014/15 arbeitete er als Jugendtrainer bei Zweitligist SKN St. Pölten. Zur Saison 2018/19 wechselte er in die AKA St. Pölten, in der er die U-15-Mannschaft im Landesbereich trainierte. Ab 2021 arbeitete er in diversen Funktionen beim ÖFB. Ab 2022 fungierte er als Co-Trainer von Martin Scherb im U-16-Nationalteam. Ihn begleitete er anschließend auch beim U-17- und U-18-Team.
Parallel dazu trainierte Wurm in der Saison 2023/24 die U-15-Mannschaft der AKA St. Pölten in der ÖFB-Jugendliga. Zur Saison 2024/25 übernahm er die Leitung der St. Pöltner Akademie. Im Jänner 2025 wurde er Cheftrainer der zweiten Mannschaft des SK Sturm Graz.